# 豊島区の町名

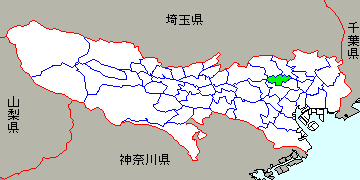
東京都豊島区の位置

本項豊島区の町名（としまくのちょうめい）では、東京都豊島区に存在する、または過去に存在した町名を一覧化するとともに、明治時代初期以来の区内の町名の変遷について説明する。

## 豊島区の前史と行政区画の移り変わり
豊島区は、昭和7年（1932年）10月1日、従前の北豊島郡巣鴨町、西巣鴨町、高田町、長崎町の4町の区域をもって成立した（当時は東京市の区であった）。
区名の「豊島」は武蔵国豊島郡に由来する。「豊島」は、古くは『続日本紀』にもみえる歴史ある地名で、現在の東京都豊島区のみならず、千代田区、港区、新宿区、文京区、台東区、渋谷区、練馬区、板橋区、北区、荒川区にまたがる広範な地域を指した地名である。
以下、明治時代初期から豊島区成立までの行政区画の変遷について略述する。

### 明治維新から東京市成立まで
後に豊島区となる区域は、近世末には武蔵国豊島郡に属する近郊農村地域で、上駒込村、巣鴨村、新田堀之内村（堀之内新田村）、池袋村、高田村、雑司ケ谷村、長崎村などの村々が存在した。これらの村の区域のうち、中山道沿いや寺院の門前などは早くから町地化し、巣鴨町、巣鴨辻町、駒込七軒町、駒込三軒屋町、駒込妙義坂下町、高田四ツ家町、雑司ケ谷町などの町が存在した。これらの町地は延享2年（1745年）以降、町奉行の支配下となっている。
以上の町村の区域がおおむね現在の豊島区域に相当するが、飛地の編入、区画整理に伴う町村界・区界の変更等に伴い、梶原堀之内村（堀之内村）、中丸村、金井窪村、小石川村、下落合村、滝野川村の各一部も現・豊島区域に含まれている。
明治維新以降、これらの町村は武蔵知県事の支配を経て、東京府（一部は小菅県、大宮県（県庁は日本橋馬喰町）、品川県）に属した。その後、明治4年7月（1871年8月）の廃藩置県実施までの過渡期には複雑な変遷を経ている。
慶応4年7月17日（1868年9月3日）、「江戸ヲ称シテ東京ト為スノ詔書」が発せられ、それまでの「江戸」が「東京」に改称され、東京府が設置された。なお、慶応4年9月8日（1868年11月18日）に「明治」に改元している。現・豊島区の区域に存在した町村は、その大部分が東京府に編入された（明治元年11月・1868年12月）。梶原堀之内村は明治2年1月13日（1869年2月）に発足した小菅県にいったん編入されたが、同年4月に東京府へ移管された。長崎村、中丸村、金井窪村は、明治2年1月28日（1869年3月）に発足した大宮県に属した。県庁が浦和に置かれ、大宮県は明治2年9月（1869年11月）に浦和県に改称した。下落合村は明治2年2月（1869年3月）に発足した品川県に編入された。
明治2年2月（1869年3月）、東京府では、町地と郷村部との境界線を定める朱引（しゅびき）が行われた。これは、皇居を中心とした市街地（江戸時代の町奉行支配地に相当）を朱引内とし、その外側を郷村とするもので、朱引内を50の区画に分けて、50番組（50区）が設定された。同年5月（1869年6月）、周囲の郷村部にも5つの組が設定され、これを地方（じかた）5番組と称した。後に豊島区となる区域は、このうち地方3番組に属した。明治4年6月（1871年7月）には朱引が見直されて、朱引内は44区、朱引外は25区（計69区）に区分された。後に豊島区となる区域は、このうち朱引外の第65区に属した。
明治4年7月（1871年8月）、廃藩置県が実施された。同年11月（1872年1月）、従来の東京府、品川県、小菅県が廃止されて、新しい東京府が設置された。これに伴い、同年から翌年にかけて品川県と小菅県の町村が東京府に編入され、浦和県の一部（上述の長崎村、中丸村、金井窪村を含む）も東京府に編入されることとなった。同年11月（1872年1月）、府内は6大区・97小区に分けられた（いわゆる大区小区制）。明治7年（1874年）3月、区割りが見直され、あらためて11大区・103小区が設置された。後に豊島区となる区域は、このうちの第9大区第1〜4小区に属していた（ただし、下落合村は第8大区第3小区）。
その後、郡区町村編制法の施行に伴い、大区小区制は廃止され、明治11年（1878年）11月2日、東京府下に15区6郡（荏原、南豊島、北豊島、東多摩、南足立、南葛飾）が置かれた。後に豊島区となる区域は、大部分が北豊島郡に属していた。ただし、巣鴨一〜四丁目などの一部の町区域は当時の小石川区に属し、下落合村は南豊島郡に属していた。
明治22年（1889年）、市制・町村制が施行され、東京市（15区からなる）が成立、府下の6郡は、既存の町村が整理統合されて85町村となった。85町村のうち北豊島郡に属していたのは19町村（のち大泉村が加わって20町村）で、このうち現在の豊島区の区域に該当するのは巣鴨町、巣鴨村、高田村、長崎村の1町3村である。このうち巣鴨村は大正7年（1918年）、高田村は大正9年（1920年）、長崎村は大正15年（1926年）に町制施行し、それぞれ西巣鴨町、高田町、長崎町となった。

### 区成立以後
昭和7年（1932年）10月1日、東京市は周辺の5郡（荏原、北豊島、豊多摩、南足立、南葛飾）に属する82町村を編入し、いわゆる大東京市が成立した。なお、従前の6郡のうち、南豊島郡と東多摩郡が明治29年（1896年）に合併して豊多摩郡となっている。編入された82町村は20区に編成され、東京市は既存の15区と合わせ、35区から構成されることとなった。この時、北豊島郡の巣鴨町、西巣鴨町、高田町、長崎町の4町の区域をもって豊島区が新設された。
昭和18年（1943年）7月1日、東京府と東京市が廃止されて、新たに東京都が設置された。この時、豊島区を含む35区は東京都直轄の区となった。昭和22年（1947年）3月15日、35区は22区に再編される。この時点では豊島区の区域には変更はなかった。同年8月1日、板橋区から練馬区が分離して東京都の区部は23区となり、現在に至る。

## 新旧の地名

### 町村制施行前後
現・豊島区の区域は、明治22年（1889年）の、市制・町村制施行の時点では、北豊島郡巣鴨町、巣鴨村、高田村、長崎村に属していたことは前述のとおりである。これら1町3村と、その成立直前の旧町村との対応関係は次のとおりである。
巣鴨町
巣鴨一〜四丁目、大塚辻町の飛地（以上小石川区）、（旧）巣鴨村の一部、上駒込村、駒込染井町、駒込妙義坂下町（以上北豊島郡）の区域をもって明治22年（1889年）に成立。旧町村名を引き継いだ巣鴨一〜四丁目、大塚辻町、巣鴨、上駒込、駒込染井、駒込妙義坂下の6大字を編成した。なお、大塚辻町の飛地以外の区域は小石川区（現・文京区）にとどまった。もとの巣鴨村は三分され、東部（字下新田・平松・宮下）が巣鴨町、西部（字向原･宮仲･新田･庚申塚）が（新）巣鴨村、飛地が小石川区（字下新田の飛地）と高田村（字代地）にそれぞれ編入された。
巣鴨村
（旧）巣鴨村の大部分、池袋村、新田堀之内村、堀之内村飛地、長崎村飛地、中丸村飛地（以上、北豊島郡）の区域をもって明治22年に成立。旧村名を引き継いだ巣鴨、池袋、新田堀之内、堀之内の4大字を編成し、長崎村飛地（字境向・字他領）と中丸村飛地（字中原）は大字池袋に編入された。なお、中丸村の飛地以外の区域は板橋町（現・板橋区）に、堀之内村（梶原堀之内村）の飛地以外の区域は王子村（現・北区）に、それぞれ編入された。また、池袋村の飛地は下板橋宿や金井窪村他と合併し、板橋町大字池袋となった。巣鴨村は大正7年（1918年）7月20日に町制施行して西巣鴨町となる。町制施行直前の同年5月10日、大字新田堀之内を大字堀之内に改名した（実質的には大字新田堀之内を大字堀之内に合併）。
高田村　
雑司ケ谷町飛地、高田老松町飛地、高田豊川町飛地（以上小石川区）、（旧）高田村、雑司ケ谷村、雑司ケ谷旭出町、高田千登世町、高田若葉町、小石川村の一部（字狐塚）、巣鴨村飛地（字代地）（以上北豊島郡）、下落合村の一部（字八反前）（南豊島郡）の区域をもって明治22年に成立。旧町村名を引き継いだ雑司ケ谷、雑司ケ谷町、雑司ケ谷旭出、高田、高田老松、高田豊川、高田千登世、高田若葉、小石川、巣鴨の10大字を編成し、下落合村飛地は大字高田に編入された。なお、雑司ケ谷町・高田老松町・高田豊川町の飛地以外の区域は小石川区（現・文京区）にとどまり、小石川村の大部分は小石川区に編入された。高田村は大正9年（1920年）に町制施行して高田町となった。なお、明治22年の村制施行時に雑司ケ谷村と（旧）高田村の一部及び雑司ケ谷村の飛地は小石川区及び戸塚村に編入されている（下記）。
- 雑司ケ谷村の一部（字鶴巻・美名美）→小石川区雑司ヶ谷町に編入
- 雑司ケ谷村の飛地→小石川区小石川宮下町に編入
- （旧）高田村の一部（字神明下）→小石川区高田豊川町に編入
- （旧）高田村の一部（字向芝原）→戸塚村（現・新宿区）大字源兵衛に編入

長崎村　
当村は明治22年の町村制施行後も単独村制を敷いた。ただし、同年、下落合村の一部（字三軒屋）を編入している。長崎村は大字を編成せず、村内は字（小字）で区画されていた。大正15年（1926年）に町制施行して長崎町となる。町制施行直前の大正15年3月10日付けで町内の字区域の整理が行われた。その時点で存在していた字名は以下のとおりである。
西向、西原、並木、地蔵堂、北荒井、高松、前高松、荒井、大和田、五郎窪、境窪、北原、水道向

### 明治初期の町名変更
明治22年に巣鴨町等に編入された町区域の大部分は、明治初期に改名・合併等を経ている。その概要は以下のとおりである。
- 巣鴨一〜四丁目 - 江戸期には巣鴨町と称す。明治5年（1872年）、武家地を併合し、一〜四丁目に分ける。
- 駒込染井町 - 明治2年（1869年）、駒込七軒町を改称。
- 駒込妙義坂下町 - 江戸期からの町名。明治4年駒込松吉町を合併（駒込松吉町は、明治2年以前は駒込三軒屋町と称した）。
- 大塚辻町 - 明治5年、巣鴨辻町を改称。
- 雑司ケ谷町 - 江戸期からの町名。
- 雑司ケ谷旭出町 - 明治5年成立。もとは武家地、屋敷地、寺社等。
- 高田千登世町 - 明治2年成立。もとは高田四ツ家町（済松寺領）。
- 高田若葉町 - 明治2年成立。もとは高田四ツ家町（宗参寺領及び蓮華寺領）。
- 高田老松町 - 明治2年成立。もとは高田四ツ家下町（芳心院領）。
- 高田豊川町 - 明治2年成立。もとは小石川四ツ家町（伝通院領）。

### 境界変更
町界、区界等の変更の主要なものをまとめると以下のとおりである（豊島区成立以降のものも含む）。
- 明治13年（1880年）駒込上富士前町の一部（飛地）を上駒込村に編入。
- 大正6年（1917年）上駒込村字南染井を巣鴨一・二丁目に編入。
- 大正7年（1918年）巣鴨村大字新田堀之内を大字堀之内に改称。
- 大正13年（1924年）西巣鴨町と板橋町の境界変更、板橋町大字池袋・中丸の各一部を西巣鴨町大字池袋に編入。
- 大正14年（1925年）西巣鴨町と板橋町の境界変更、板橋町大字中丸・金井窪・滝野川の各一部を西巣鴨町大字池袋に編入。
- 昭和10年（1935年）豊島区長崎東町三丁目、池袋二丁目の各一部を板橋区に編入。板橋区板橋三丁目の一部を豊島区長崎東町三丁目に編入。
- 昭和14年（1939年）板橋区板橋三丁目の一部を豊島区高松二・三丁目に編入。
- 昭和29年（1954年）北区滝野川町の一部を池袋七・八丁目に編入。

### 巣鴨地区の行政地名
北豊島郡には一時期「巣鴨町」と「巣鴨村」が並存し、「大字巣鴨」は郡内3箇所に分かれて存在していた。これら類似の行政地名を一覧化すると以下のとおりである。
- 巣鴨町 - 江戸期以来の町名。1872年、巣鴨一〜四丁目となる。
- 巣鴨町 - 1889年に成立した北豊島郡の町。1932年まで存続。
- 巣鴨村 - 江戸期以来の豊島郡の村名。1889年に新設の北豊島郡巣鴨村ほかに編入。
- 巣鴨村 - 1889年に成立した北豊島郡の村。江戸期の巣鴨村とは範囲が異なる。1908年に町制施行して西巣鴨町となる。1889年から1908年までは北豊島郡巣鴨町と同郡巣鴨村が並存した。
- 大字巣鴨 - 北豊島郡巣鴨町の大字。旧巣鴨村の東部。
- 大字巣鴨 - 北豊島郡巣鴨村（のち西巣鴨町）の大字。旧巣鴨村の西部。
- 大字巣鴨 - 北豊島郡高田村（のち高田町）の大字。旧巣鴨村の飛地
- 巣鴨一〜四丁目 - 1872年成立の東京府の町名。1878年からは小石川区の町名。1889年から1932年までは北豊島郡巣鴨町の大字巣鴨一〜四丁目。
- 巣鴨一〜七丁目 - 1932年の豊島区設置時に成立した町名
- 巣鴨一〜五丁目 - 1970年の住居表示実施により成立した町名。

## 大字名・町名対照表
下表は町村制施行時（1889年）の巣鴨町・巣鴨村・高田村・長崎村の大字名と、豊島区成立時（1932年）の町名との対応関係を示したものである。
| 大字名（1889年現在）     | 旧町村名（1889年以前）                       | 豊島区の町名（1932年現在）                           | 備考                                             |
| ------------------------ | -------------------------------------------- | ---------------------------------------------------- | ------------------------------------------------ |
| 巣鴨町大字巣鴨一〜四丁目 | 小石川区巣鴨一〜四丁目                       | 巣鴨1〜4                                             |                                                  |
| 巣鴨町大字巣鴨           | 北豊島郡巣鴨村（字下新田・平松・宮下）       | 巣鴨5〜7                                             |                                                  |
| 巣鴨町大字上駒込         | 北豊島郡上駒込村                             | 駒込1〜3、5・6                                       |                                                  |
| 巣鴨町大字駒込染井       | 北豊島郡駒込染井町                           | 駒込4                                                |                                                  |
| 巣鴨町大字駒込妙義坂下   | 北豊島郡駒込妙義坂下町                       | 駒込3                                                |                                                  |
| 巣鴨町大字大塚辻町       | 小石川区大塚辻町                             | 巣鴨6                                                |                                                  |
| 巣鴨村大字巣鴨           | 北豊島郡巣鴨村（字向原・宮仲・新田・庚申塚） | 西巣鴨1〜4                                           |                                                  |
| 巣鴨村大字新田堀之内     | 北豊島郡新田堀之内                           | 堀之内町                                             | 1917年、大字名を堀之内に改称。                   |
| 巣鴨村大字堀之内         | 北豊島郡堀之内村                             | 堀之内町                                             |                                                  |
| 巣鴨村大字池袋           | 北豊島郡池袋村                               | 池袋1〜8                                             | 中丸村、長崎村の飛地を含む                       |
| 高田村大字高田           | 北豊島郡高田村、南豊島郡下落合村（一部）     | 高田本町1・2、高田南町1〜3、目白町1                  |                                                  |
| 高田村大字雑司ケ谷       | 北豊島郡雑司ケ谷村                           | 雑司ケ谷町1〜7、日出町1〜3                           |                                                  |
| 高田村大字雑司ケ谷町     | 小石川区雑司ケ谷町                           | 雑司ケ谷町1・3、日出町2                              |                                                  |
| 高田村大字雑司ケ谷旭出   | 北豊島郡雑司ケ谷旭出町                       | 雑司ケ谷町1・5、日出町3、目白町4                     |                                                  |
| 高田村大字高田千登世     | 北豊島郡高田千登世町                         | 高田本町2                                            |                                                  |
| 高田村大字高田若葉       | 北豊島郡高田若葉町                           | 高田本町1・2                                         |                                                  |
| 高田村大字高田老松       | 小石川区高田老松町                           | 高田本町1                                            |                                                  |
| 高田村大字高田豊川       | 小石川区高田豊川町                           | 高田本町1                                            |                                                  |
| 高田村大字小石川         | 北豊島郡小石川村                             | 雑司ケ谷町6                                          |                                                  |
| 高田村大字巣鴨           | 北豊島郡巣鴨村（字代地）                     | 目白町3                                              |                                                  |
| 長崎村（大字なし）       | 北豊島郡長崎村                               | 長崎仲町1・2、長崎東町1〜4、長崎南町1〜3、千川町1〜3 | 当地区では1939年に町名町界の大幅な変更が行われた |

## 新旧町名対照表
昭和7年（1932年）の豊島区成立時、従前の大字は廃止され、57町丁（14町名）が新たに画された。このうち、旧長崎町の区域に設置された12町丁（4町名）については、7年後の昭和14年（1939年）、地番整理に伴い、町名町界が再度変更されている。
戦後は、昭和39年（1964年）から昭和45年（1970年）にかけて住居表示が実施された。池袋地区および長崎地区の各一部は長らく住居表示未実施であったが、平成元年（1989年）にこれらの地区の住居表示が実施され、同年11月27日をもって、区内全域の住居表示が完了している。
池袋駅東口地区では、住居表示法施行以前の昭和31年〜35年（1956年〜1960年）に、区画整理に伴って町名が池袋東一〜三丁目に変更された。この町名は住居表示実施に伴い、昭和41年（1966年）に廃止された。
| 町名（1932年現在）   | 町成立直前の旧地名                                           | 町の廃止年                       | 現町名 | 備考                                                                             |
| -------------------- | ------------------------------------------------------------ | -------------------------------- | --- | -------------------------------------------------------------------------------- |
| 巣鴨一〜七丁目       | 巣鴨町巣鴨一〜四丁目・巣鴨町巣鴨・大塚辻町                   | 1970（地名は存続）               | 巣鴨1〜5、西巣鴨2、北大塚1・2、南大塚1〜3                                                                                           |                                                                                  |
| 駒込一〜六丁目       | 巣鴨町上駒込・駒込妙義坂下・駒込染井                         | 1969（地名は存続）               | 駒込1〜7、巣鴨1・2 |                                                                                  |
| 西巣鴨一〜四丁目     | 西巣鴨町巣鴨                                                 | 1970（地名は存続）               | 東池袋2〜5（もと池袋東1）、北大塚2・3、南大塚1、巣鴨4・5、上池袋1〜4、西巣鴨1〜4                                                    |                                                                                  |
| 池袋一〜八丁目       | 西巣鴨町池袋                                                 | 1989（地名は存続）               | 池袋1〜4、上池袋2〜4、池袋本町1〜4、西池袋1〜5、南池袋1（もと池袋東1・2）、目白3・4                                                 | 5〜8丁目は1970年までに廃止。1〜4丁目の各一部は1989年まで住居表示未実施であった。 |
| 堀之内町             | 西巣鴨町堀之内                                               | 1969 1970                        | 上池袋1〜3、池袋本町1（もと池袋東1）                                                                                                |                                                                                  |
| 高田本町一・二丁目   | 高田町高田・高田千登世町・高田若葉町・高田老松町・高田豊川町 | 1966（「高田」の地名は存続）     | 雑司が谷2・3、高田1・2、目白1・2、                                                                                                  |                                                                                  |
| 高田南町一〜三丁目   | 高田町高田                                                   | 1966                             | 高田1〜3 |                                                                                  |
| 雑司ケ谷町一〜七丁目 | 高田町雑司ケ谷・雑司ケ谷町・雑司ケ谷旭出町・小石川           | 1966（「雑司が谷」の地名は存続） | 南池袋1〜4（もと池袋東1〜3）、雑司が谷1〜3、西池袋1・2                                                                              | 4・5丁目は1960年に池袋東1〜3のうちとなり廃止                                     |
| 日出町一〜三丁目     | 高田町雑司ケ谷・雑司ケ谷町・雑司ケ谷旭出町                   | 1966                             | 東池袋1・4・5、南池袋1・2・4、（もと池袋東1・2）                                                                                    | 3丁目は1960年に池袋東1・2のうちとなり廃止                                        |
| 目白町一〜四丁目     | 高田町高田・雑司ケ谷・雑司ケ谷旭出町・巣鴨（字代地）         | 1966（「目白」の地名は存続）     | 目白1〜4、雑司が谷3、西池袋2 |                                                                                  |
| 長崎仲町一・二丁目   | 長崎町字西向・西原                                           | 1939                             | 長崎2〜5、千早1〜3、要町2・3 |                                                                                  |
| 長崎東町一〜四丁目   | 長崎町字並木・地蔵堂・北荒井・高松・前高松                   | 1939（一丁目の一部は1965）       | 南長崎1（もと椎名町）、長崎1、千早1、要町1〜3、高松1〜3、千川1、池袋3（もと高松）、西池袋4・5（もと千早町）、目白4・5（もと椎名町） | 一丁目の一部は1965年末まで存続（西池袋4に編入）                                  |
| 長崎南町一〜三丁目   | 長崎町字荒井・大和田・五郎窪                                 | 1939                             | 南長崎1〜6（もと椎名町）、長崎1〜5、目白4・5（もと椎名町）                                                                          |                                                                                  |
| 千川町一〜三丁目     | 長崎町字境窪・北原・水道向                                   | 1939再編                         | 長崎6、千早4、要町3、千川1・2 |                                                                                  |

### 長崎地区の地番整理
旧長崎町の区域では、豊島区成立の7年後の昭和14年（1939年）に全域にわたる町名変更・地番整理が実施された。この時、昭和7年成立の長崎仲町1・2丁目、長崎東町1〜4丁目、長崎南町1〜3丁目、千川町1〜3丁目が廃止され、高松1〜3丁目、千川町1・2丁目、要町1〜3丁目、千早町1〜4丁目、長崎1〜6丁目、椎名町1〜8丁目が新たに画された。なお昭和7年成立の千川町1〜3丁目と昭和14年成立の千川町1・2丁目とは範囲が異なり、前者は現行の要町3丁目、千早4丁目、長崎6丁目を含む広範な地域の地名であった。
長崎1〜6丁目、椎名町1〜8丁目については昭和39年〜43年（1964〜1968年）に住居表示が実施された。椎名町の町名は昭和41年（1966年）に消滅した（現町名は南長崎など）。
高松1〜3丁目、千川町1・2丁目、要町1〜3丁目、千早町1〜4丁目は長らく住居表示未実施のままであったが、平成元年（1989年）に従前の町名を引き継ぐ形で住居表示が実施された。
| 町名（1939年現在） | 町成立直前の旧地名                             | 町の廃止年 | 現町名                           | 備考 |
| ------------------ | ---------------------------------------------- | ---------- | -------------------------------- | --- |
| 高松一〜三丁目     | 長崎東町3・4、板橋区板橋町3                    | 1989       | 池袋3、高松1〜3                  | |
| 千川町一・二丁目   | 千川町1、長崎東町3                             | 1989       | 千川1・2                         | |
| 要町一〜三丁目     | 長崎東町2・3、長崎仲町1、千川町1・2            | 1989       | 西池袋5、池袋3、要町1〜3         | |
| 千早町一〜四丁目   | 長崎東町1・2、長崎仲町1・2、千川町1〜3         | 1989       | 西池袋4・5、長崎5、千早1〜4      | |
| 長崎一〜六丁目     | 長崎南町2・3、長崎東町1、長崎仲町1・2、千川町3 | 1968       | 南長崎1・5・6、西池袋4、長崎1〜6 | 長崎1〜5丁目は1964年、同6丁目は1968年に住居表示実施                                                                         |
| 椎名町一〜八丁目   | 長崎南町1〜3、長崎東町1、千川町3               | 1966       | 南長崎1〜6、目白4・5             | 4〜8丁目の全部と2・3丁目の一部は1964年廃止（南長崎1〜6となる）。1丁目の全部と2・3丁目の残余は1966年廃止（目白4・5となる）。 |

### 池袋東地区の町名再変更
昭和31年（1956年）に池袋東一丁目が成立。昭和35年（1960年）に池袋東一丁目の区域が拡大されるとともに池袋東二・三丁目が成立した。この町名変更は区画整理に伴うものであったが、昭和41年（1966年）の住居表示実施により町名が再変更され、「池袋東」の町名は短期間で消滅した。
| 町名（1960年現在） | 町成立直前の旧地名                                   | 町の廃止年 | 現町名                            | 備考 |
| ------------------ | ---------------------------------------------------- | ---------- | --------------------------------- | ---- |
| 池袋東一〜三丁目   | 日出町3、西巣鴨1、池袋1・2、堀之内町、雑司ケ谷町4〜7 | 1966       | 東池袋1〜4、南池袋1〜4、雑司が谷3 |      |

## 現行行政地名
豊島区では全区で住居表示の実施が完了している。以下は住居表示実施後の町名と、当該住居表示実施直前の旧町名の一覧である。旧町名の後に「（全）」と注記したもの以外は当該旧町域の一部である。
| 町名           | 町名読み             | 住居表示実施年月日 | 住居表示実施直前町名                                                      | 備考                              |
| -------------- | -------------------- | ------------------ | ------------------------------------------------------------------------- | --------------------------------- |
| 池袋一丁目     | いけぶくろ           | 1989.8.1           | 池袋1〜4、高松1、要町1                                                    |                                   |
| 池袋二丁目     | いけぶくろ           | 1989.8.1           | 池袋1〜4、高松1、要町1                                                    |                                   |
| 池袋三丁目     | いけぶくろ           | 1989.8.1           | 池袋1〜4、高松1、要町1                                                    |                                   |
| 池袋四丁目     | いけぶくろ           | 1989.8.1           | 池袋1〜4、高松1、要町1                                                    |                                   |
| 池袋本町一丁目 | いけぶくろほんちょう | 1969.4.1           | 池袋5・6（全）、池袋1・4・7、堀之内町                                     |                                   |
| 池袋本町二丁目 | いけぶくろほんちょう | 1969.4.1           | 池袋5・6（全）、池袋1・4・7、堀之内町                                     |                                   |
| 池袋本町三丁目 | いけぶくろほんちょう | 1969.4.1           | 池袋5・6（全）、池袋1・4・7、堀之内町                                     |                                   |
| 池袋本町四丁目 | いけぶくろほんちょう | 1969.4.1           | 池袋5・6（全）、池袋1・4・7、堀之内町                                     |                                   |
| 上池袋一丁目   | かみいけぶくろ       | 1970.1.1           | 池袋1・7・8、堀之内町、西巣鴨2・3                                         |                                   |
| 上池袋二丁目   | かみいけぶくろ       | 1970.1.1           | 池袋1・7・8、堀之内町、西巣鴨2・3                                         |                                   |
| 上池袋三丁目   | かみいけぶくろ       | 1970.1.1           | 池袋1・7・8、堀之内町、西巣鴨2・3                                         |                                   |
| 上池袋四丁目   | かみいけぶくろ       | 1970.1.1           | 池袋1・7・8、堀之内町、西巣鴨2・3                                         |                                   |
| 北大塚三丁目   | きたおおつか         | 1969.4.1           | 西巣鴨2・3、巣鴨5〜7                                                      |                                   |
| 雑司が谷一丁目 | ぞうしがや           | 1966.11.1          | 雑司ケ谷町1〜3、高田本町1・2、池袋東2、目白町2                            |                                   |
| 雑司が谷二丁目 | ぞうしがや           | 1966.11.1          | 雑司ケ谷町1〜3、高田本町1・2、池袋東2、目白町2                            |                                   |
| 雑司が谷三丁目 | ぞうしがや           | 1966.11.1          | 雑司ケ谷町1〜3、高田本町1・2、池袋東2、目白町2                            |                                   |
| 高田一丁目     | たかだ               | 1966.11.1          | 高田南町1〜3（全）、高田本町１・2                                         |                                   |
| 高田二丁目     | たかだ               | 1966.11.1          | 高田南町1〜3（全）、高田本町１・2                                         |                                   |
| 高田三丁目     | たかだ               | 1966.11.1          | 高田南町1〜3（全）、高田本町１・2                                         |                                   |
| 西池袋一丁目   | にしいけぶくろ       | 1966.1.1           | 雑司ケ谷町6・7、長崎東町1、池袋1〜3、目白町3・4、千早町1、要町1           | 住居表示実施時に長崎1の一部を編入 |
| 西池袋二丁目   | にしいけぶくろ       | 1966.1.1           | 雑司ケ谷町6・7、長崎東町1、池袋1〜3、目白町3・4、千早町1、要町1           | 住居表示実施時に長崎1の一部を編入 |
| 西池袋三丁目   | にしいけぶくろ       | 1966.1.1           | 雑司ケ谷町6・7、長崎東町1、池袋1〜3、目白町3・4、千早町1、要町1           | 住居表示実施時に長崎1の一部を編入 |
| 東池袋一丁目   | ひがしいけぶくろ     | 1966.11.1          | 西巣鴨1（全）、西巣鴨2、池袋東1・3、日出町1・2                            |                                   |
| 東池袋二丁目   | ひがしいけぶくろ     | 1966.11.1          | 西巣鴨1（全）、西巣鴨2、池袋東1・3、日出町1・2                            |                                   |
| 東池袋三丁目   | ひがしいけぶくろ     | 1966.11.1          | 西巣鴨1（全）、西巣鴨2、池袋東1・3、日出町1・2                            |                                   |
| 東池袋四丁目   | ひがしいけぶくろ     | 1966.11.1          | 西巣鴨1（全）、西巣鴨2、池袋東1・3、日出町1・2                            |                                   |
| 南池袋一丁目   | みなみいけぶくろ     | 1966.11.1          | 池袋東1〜3、日出町1・2、雑司ケ谷町1〜3                                    |                                   |
| 南池袋二丁目   | みなみいけぶくろ     | 1966.11.1          | 池袋東1〜3、日出町1・2、雑司ケ谷町1〜3                                    |                                   |
| 南池袋三丁目   | みなみいけぶくろ     | 1966.11.1          | 池袋東1〜3、日出町1・2、雑司ケ谷町1〜3                                    |                                   |
| 南池袋四丁目   | みなみいけぶくろ     | 1966.11.1          | 池袋東1〜3、日出町1・2、雑司ケ谷町1〜3                                    |                                   |
| 目白一丁目     | めじろ               | 1966.1.1           | 目白町1（全）、椎名町1（全）、目白町2〜4、椎名町2・3、高田本町1・2、池袋3 |                                   |
| 目白二丁目     | めじろ               | 1966.1.1           | 目白町1（全）、椎名町1（全）、目白町2〜4、椎名町2・3、高田本町1・2、池袋3 |                                   |
| 目白三丁目     | めじろ               | 1966.1.1           | 目白町1（全）、椎名町1（全）、目白町2〜4、椎名町2・3、高田本町1・2、池袋3 |                                   |

| 町名         | 町名の読み       | 町区域新設年月日 | 住居表示実施年月日                             | 住居表示実施前の町名等 | 備考 |
| ------------ | ---------------- | ---------------- | ---------------------------------------------- | ---------------------- | ---- |
| 駒込一丁目   | こまごめ         | 1968.12.1        | 駒込1・2・3・6（全）、駒込4・5                 |                        |      |
| 駒込二丁目   | こまごめ         | 1968.12.1        | 駒込1・2・3・6（全）、駒込4・5                 |                        |      |
| 駒込三丁目   | こまごめ         | 1968.12.1        | 駒込1・2・3・6（全）、駒込4・5                 |                        |      |
| 駒込四丁目   | こまごめ         | 1968.12.1        | 駒込1・2・3・6（全）、駒込4・5                 |                        |      |
| 駒込五丁目   | こまごめ         | 1968.12.1        | 駒込1・2・3・6（全）、駒込4・5                 |                        |      |
| 駒込六丁目   | こまごめ         | 1968.12.1        | 駒込1・2・3・6（全）、駒込4・5                 |                        |      |
| 駒込七丁目   | こまごめ         | 1968.12.1        | 駒込1・2・3・6（全）、駒込4・5                 |                        |      |
| 巣鴨一丁目   | すがも           | 1970.1.1         | 巣鴨1〜4（全）、巣鴨5、西巣鴨4、駒込4・5       |                        |      |
| 巣鴨二丁目   | すがも           | 1970.1.1         | 巣鴨1〜4（全）、巣鴨5、西巣鴨4、駒込4・5       |                        |      |
| 巣鴨三丁目   | すがも           | 1970.1.1         | 巣鴨1〜4（全）、巣鴨5、西巣鴨4、駒込4・5       |                        |      |
| 巣鴨四丁目   | すがも           | 1970.1.1         | 巣鴨1〜4（全）、巣鴨5、西巣鴨4、駒込4・5       |                        |      |
| 巣鴨五丁目   | すがも           | 1970.1.1         | 巣鴨1〜4（全）、巣鴨5、西巣鴨4、駒込4・5       |                        |      |
| 南大塚一丁目 | みなみおおつか   | 1969.4.1         | 巣鴨5〜7、西巣鴨2                              |                        |      |
| 南大塚二丁目 | みなみおおつか   | 1969.4.1         | 巣鴨5〜7、西巣鴨2                              |                        |      |
| 南大塚三丁目 | みなみおおつか   | 1969.4.1         | 巣鴨5〜7、西巣鴨2                              |                        |      |
| 西巣鴨一丁目 | にしすがも       | 1970.4.1         | 西巣鴨2〜4、巣鴨5                              |                        |      |
| 西巣鴨二丁目 | にしすがも       | 1970.4.1         | 西巣鴨2〜4、巣鴨5                              |                        |      |
| 西巣鴨三丁目 | にしすがも       | 1970.4.1         | 西巣鴨2〜4、巣鴨5                              |                        |      |
| 西巣鴨四丁目 | にしすがも       | 1970.4.1         | 西巣鴨2〜4、巣鴨5                              |                        |      |
| 北大塚一丁目 | きたおおつか     | 1969.4.1         | 西巣鴨2・3、巣鴨5〜7                           |                        |      |
| 北大塚二丁目 | きたおおつか     | 1969.4.1         | 西巣鴨2・3、巣鴨5〜7                           |                        |      |
| 東池袋五丁目 | ひがしいけぶくろ | 1966.11.1        | 西巣鴨1（全）、西巣鴨2、池袋東1・3、日出町1・2 |                        |      |

| 町名         | 町名読み       | 住居表示実施年月日 | 住居表示実施直前町名                                                      | 備考                                                                         |
| ------------ | -------------- | ------------------ | ------------------------------------------------------------------------- | ---------------------------------------------------------------------------- |
| 南長崎一丁目 | みなみながさき | 1964.11.1          | 椎名町4〜8（全）、椎名町2・3、長崎1・4・5・6                              |                                                                              |
| 南長崎二丁目 | みなみながさき | 1964.11.1          | 椎名町4〜8（全）、椎名町2・3、長崎1・4・5・6                              |                                                                              |
| 南長崎三丁目 | みなみながさき | 1964.11.1          | 椎名町4〜8（全）、椎名町2・3、長崎1・4・5・6                              |                                                                              |
| 南長崎四丁目 | みなみながさき | 1964.11.1          | 椎名町4〜8（全）、椎名町2・3、長崎1・4・5・6                              |                                                                              |
| 南長崎五丁目 | みなみながさき | 1964.11.1          | 椎名町4〜8（全）、椎名町2・3、長崎1・4・5・6                              |                                                                              |
| 南長崎六丁目 | みなみながさき | 1964.11.1          | 椎名町4〜8（全）、椎名町2・3、長崎1・4・5・6                              |                                                                              |
| 長崎一丁目   | ながさき       | 1964.11.1          | 長崎2・3（全）、長崎1・4〜6、千早町3                                      |                                                                              |
| 長崎二丁目   | ながさき       | 1964.11.1          | 長崎2・3（全）、長崎1・4〜6、千早町3                                      |                                                                              |
| 長崎三丁目   | ながさき       | 1964.11.1          | 長崎2・3（全）、長崎1・4〜6、千早町3                                      |                                                                              |
| 長崎四丁目   | ながさき       | 1964.11.1          | 長崎2・3（全）、長崎1・4〜6、千早町3                                      |                                                                              |
| 長崎五丁目   | ながさき       | 1964.11.1          | 長崎2・3（全）、長崎1・4〜6、千早町3                                      |                                                                              |
| 長崎六丁目   | ながさき       | 1968.8.1           | 長崎2・3（全）、長崎1・4〜6、千早町3                                      |                                                                              |
| 千早一丁目   | ちはや         | 1989.11.27         | 千早町2・4（全）、千早町1・3                                              | 千早町1〜4の成立は1939年、直前は長崎東町1・2、長崎仲町1・2、（旧）千川町1〜3 |
| 千早二丁目   | ちはや         | 1989.11.27         | 千早町2・4（全）、千早町1・3                                              | 千早町1〜4の成立は1939年、直前は長崎東町1・2、長崎仲町1・2、（旧）千川町1〜3 |
| 千早三丁目   | ちはや         | 1989.11.27         | 千早町2・4（全）、千早町1・3                                              | 千早町1〜4の成立は1939年、直前は長崎東町1・2、長崎仲町1・2、（旧）千川町1〜3 |
| 千早四丁目   | ちはや         | 1989.11.27         | 千早町2・4（全）、千早町1・3                                              | 千早町1〜4の成立は1939年、直前は長崎東町1・2、長崎仲町1・2、（旧）千川町1〜3 |
| 要町一丁目   | かなめちょう   | 1989.11.27         | 要町2・3（全）、要町1                                                     | 町名の成立は1939年、直前は長崎東町2・3、長崎仲町1、（旧）千川町1・2          |
| 要町二丁目   | かなめちょう   | 1989.11.27         | 要町2・3（全）、要町1                                                     | 町名の成立は1939年、直前は長崎東町2・3、長崎仲町1、（旧）千川町1・2          |
| 要町三丁目   | かなめちょう   | 1989.11.27         | 要町2・3（全）、要町1                                                     | 町名の成立は1939年、直前は長崎東町2・3、長崎仲町1、（旧）千川町1・2          |
| 高松一丁目   | たかまつ       | 1989.11.27         | 高松2・3（全）、高松1                                                     | 町名の成立は1939年、直前は長崎東町3・4、板橋区板橋町3                        |
| 高松二丁目   | たかまつ       | 1989.11.27         | 高松2・3（全）、高松1                                                     | 町名の成立は1939年、直前は長崎東町3・4、板橋区板橋町3                        |
| 高松三丁目   | たかまつ       | 1989.11.27         | 高松2・3（全）、高松1                                                     | 町名の成立は1939年、直前は長崎東町3・4、板橋区板橋町3                        |
| 千川一丁目   | せんかわ       | 1989.11.27         | 千川町1・2（全）                                                          | 千川町1・2の成立は1939年、直前は長崎東町3、（旧）千川町1                     |
| 千川二丁目   | せんかわ       | 1989.11.27         | 千川町1・2（全）                                                          | 千川町1・2の成立は1939年、直前は長崎東町3、（旧）千川町1                     |
| 西池袋四丁目 | にしいけぶくろ | 1966.1.1           | 雑司ケ谷町6・7、長崎東町1、池袋1〜3、目白町3・4、千早町1、要町1           | 住居表示実施時に長崎1の一部を編入                                            |
| 西池袋五丁目 | にしいけぶくろ | 1966.1.1           | 雑司ケ谷町6・7、長崎東町1、池袋1〜3、目白町3・4、千早町1、要町1           | 住居表示実施時に長崎1の一部を編入                                            |
| 目白四丁目   | めじろ         | 1966.1.1           | 目白町1（全）、椎名町1（全）、目白町2〜4、椎名町2・3、高田本町1・2、池袋3 |                                                                              |
| 目白五丁目   | めじろ         | 1966.1.1           | 目白町1（全）、椎名町1（全）、目白町2〜4、椎名町2・3、高田本町1・2、池袋3 |                                                                              |